# Tiếng Blackfoot
Tiếng Blackfoot ([siksiká], âm tự Blackfoot ᓱᖽᐧᖿ) là ngôn ngữ của người Niitsitapi, cư ngụ tại miền đông bằng tây bắc Bắc Mỹ, thuộc nhóm ngôn ngữ Algonquin. Có bốn phương ngữ, ba trong số đó ở Alberta, Canada, và một ở Hoa Kỳ. Cái tên Blackfoot (Chân Đen) có lẽ bắt nguồn từ những chiếc giày da đế đen mà người Blackfoot mang.
Có sự khác biệt đáng kể giữa tiếng Blackfoot Cũ, thứ tiếng được nhiều người lớn tuổi nói, và tiếng Blackfoot Mới (hay tiếng Blackfoot Hiện đại) của những người trẻ tuổi. Trong số các ngôn ngữ Algonquin, tiếng Blackfoot tương đối khác biệt về ngữ âm và từ vựng. Nó có hệ thống âm vị tương đối nhỏ; gồm 11 phụ âm cơ sở cùng 3 cặp nguyên âm phân biệt về chiều dài. Tiếng Blackfoot đang giảm về số người nói, nên được xem là một ngôn ngữ bị đe dọa.
Tiếng Blackfoot là một ngôn ngữ phức hợp với cấu trúc từ phức tạp và số hình vị lớn. Đa số hình vị tiếng Blackfoot đơn nghĩa, một đặc điểm của ngôn ngữ chắp dính. Tuy vậy, tiếng Blackfoot cũng có nét hỗn nhập, thể hiện ở một số hình vị đa nghĩa. Cả danh và động từ đều luôn được biến tố.